# Гниденко, Екатерина Валерьевна
Екатери́на Вале́рьевна Гниде́нко (11 декабря 1992, Тула, Россия) — российская велогонщица, участница летних Олимпийских игр 2012 года, серебряная призёрка чемпионата мира 2012 года. Двукратная чемпионка мира среди юниоров.

## Спортивная биография
Первые спортивные шаги Екатерина Гниденко совершала в спортивной школе №8 под руководством Владимира Ерёмина. В самом раннем возрасте Екатерина Гниденко заявила о себе. Уже в 16 лет она стала неоднократной призёркой чемпионата России. В 2010 году на чемпионате мира среди юниоров Гниденко завоевала две золотые и одну серебряную медали.
В 2012 году на чемпионате мира в Мельбурне 20-летняя Гниденко неожиданно для многих смогла завоевать серебряную медаль в кейрине. Эта медаль стала первой для сборной России за последние 9 лет в этой дисциплине.
На летних Олимпийских играх 2012 года Гниденко приняла участие в соревнованиях в кейрине. Екатерина довольно уверенно преодолела первый раунд, уступив в своём заезде только немке Кристине Фогель. В полуфинале спортсменкам необходимо было попасть в тройку лучших. Гниденко на последнем круге своего заезда сражалась за третье место с китаянкой Го Шуан. Но на финише китайская велогонщица опередила россиянку. По словам Гниденко, Го Шуан в борьбе с россиянкой нарушила правила, но российская делегация не подала протест на действия китаянки. В утешительном финале российская велогонщица пришла к финишу второй, заняв итоговое 8-е место. Также в Лондоне Гниденко примет участие в спринте, заменив Викторию Баранову, которая была уличена в применении допинга.
2 июня 2016 года стало известно, что Гниденко временно отстранена от участия в соревнованиях из-за положительной допинг-пробы, взятой перед Олимпиадой 2012 года.
Однако нарушение так и не было доказано. Из-за множества доказательств с разных сторон и трудности дела весь процесс затянулся на два года. Разбирательства могли затянутся еще на долгое время, но отстранение уже превышало максимальный срок наказания. В связи с этим было написано письмо в спортивную международную организацию с просьбой снять отстранение и разрешить выступать в соревнованиях. 
В 2018 году Екатерина вернулась к выступлениям.

## Личная жизнь
- Обучается в Смоленской Государственной Академии физической культуры.